# Hökerstraße 17

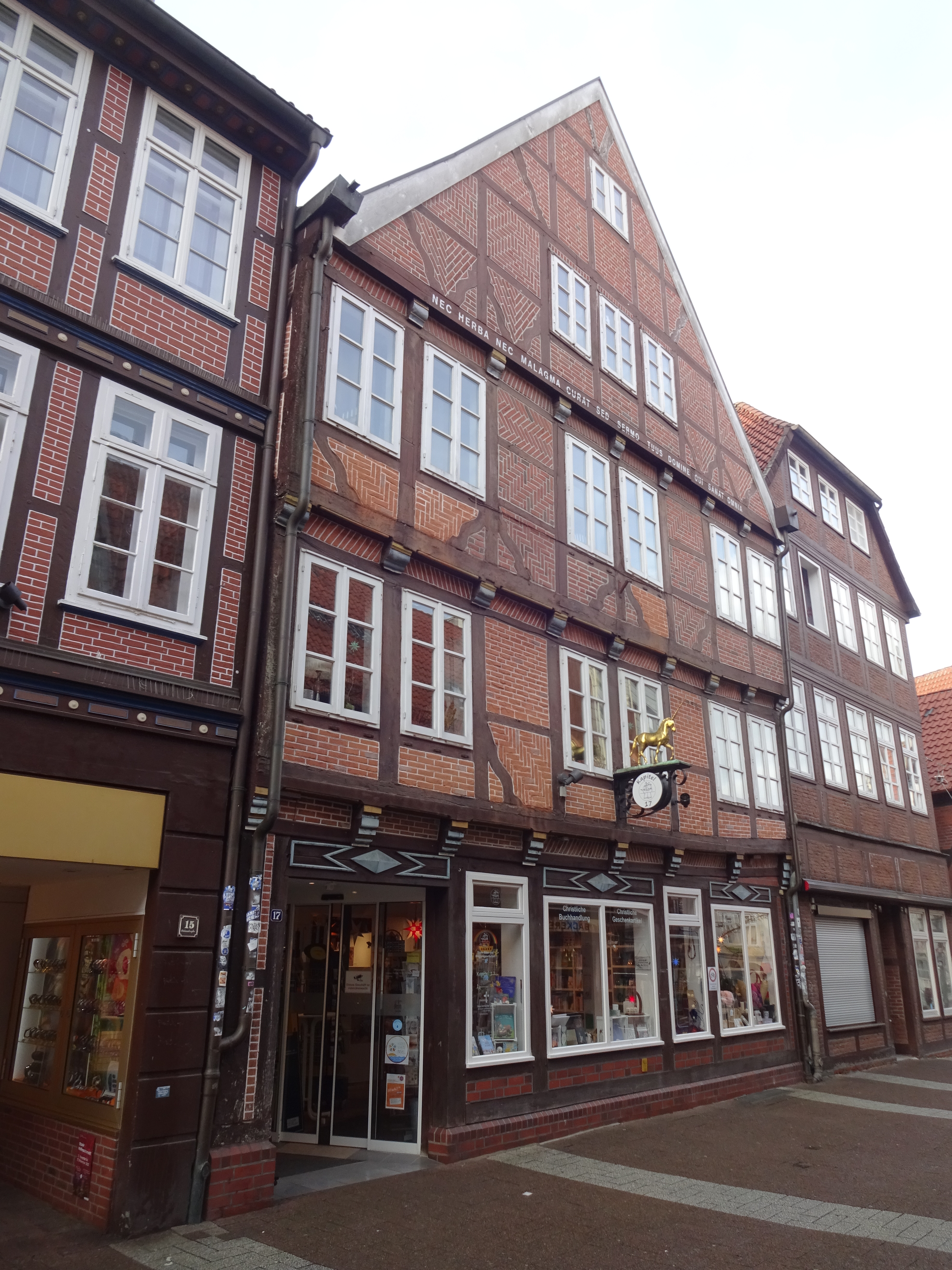
Hökerstraße 17 (2023)

Das Gebäude Hökerstraße 17 ist die frühere Rats- und Einhornapotheke der Stadt Stade und ein denkmalgeschütztes Fachwerkhaus.

## Geschichte des Hauses
Das giebelständige Gebäude in der Hökerstraße 17 ist ein dreigeschossiger Fachwerkbau unter einem ziegelgedeckten Satteldach und wurde im frühen 18. Jahrhundert (zwischen 1700 und 1720) errichtet. Die Fassade kragt zur Straße vor.
Im Erdgeschoss befindet sich heute eine christliche Buchhandlung (Kapitel 17). Erhalten ist das vergoldete Einhorn über dem Werbeschild.

## Geschichte der Apotheke
Die Ratsapotheke wurde vermutlich 1399 gegründet und befand sich damals noch am Fischmarkt. Ab 1538 sind die Apotheker beginnend mit einem Hans Scharpp  erwähnt. In das Gebäude Hökerstraße 17 zog die Rats- und Einhornapotheke um 1860 um. 2018 zog die Rats- und Einhornapotheke in den Stadtweg 117 im Ortsteil Riensförde und behielt den Namen Einhornapotheke.

## Denkmalschutz
Das Gebäude wurde als Teil einer Gruppe baulicher Anlagen vom Niedersächsischen Landesamt für Denkmalpflege 1988 wegen seiner geschichtlichen und städtebaulichen Bedeutung im Straßenzug Nordseite Sattelmacher- und Westseite Hökerstraße ausgewiesen.